# Jaime Milans del Bosch y Núñez del Pino
Jaime Milans del Bosch y Núñez del Pino (18 de juliol de 1891 - Madrid, 11 de febrer de 1983) fou un militar espanyol, fill del militar català Milans del Bosch i Carrió i de Maria Teresa del Pino y Quiñones de León.
Es va casar amb Consuelo Ussía y Cubas amb la qual Milans del Bosch y Del Pino tindrà un fill que participarà en el cop d'Estat espanyol del 23 de febrer de 1981, Milans del Bosch y Ussía.
Jaime Milans del Bosch y del Pino, participà en 1932 en l'alçament del general Sanjurjo. El 26 d'abril de 1952 va ser promogut de Coronel de Guarnició de Sevilla a General de Brigada. va aconseguir el grau de Tinent General, i estava en possessió de la medalla individual al mèrit militar. Ja en 1972 rebé el tractament de Tinent General Honorífic.
Va morir víctima de l'agreujament d'una insuficiència renal amb paràlisi abdominal, a l'hospital militar “Generalísimo Franco” de Madrid, l'11 de febrer, i soterrat a la capella de la Moraleja, prop de Madrid, el 12 de febrer de 1983.